# Пинтя, Крина
Крина Елена Пинтя (рум. Crina Elena Pintea), в девичестве Крина Айлинкэй (рум. Crina Ailincăi, род. 3 апреля 1990 года в Поду-Туркулуй) — румынская гандболистка, линейный клуба «Бухарест» и сборной Румынии. Бронзовый призёр чемпионата мира 2015 года в составе национальной сборной. Гандболистка года в Румынии (2019).